# Macaranga oblongifolia
Macaranga oblongifolia är en törelväxtart som beskrevs av Henri Ernest Baillon. Macaranga oblongifolia ingår i släktet Macaranga och familjen törelväxter.
Artens utbredningsområde är Madagaskar. Inga underarter finns listade i Catalogue of Life.